# اولگا برزنوا
اولگا برزنوا (اوکراینی: Ольга Береснєва؛ زادهٔ ۱۲ اکتبر ۱۹۸۵) شناگر اهل اوکراین است.